# Ford Thunderbird (onzième génération)
Cet article concerne la onzième génération de l'automobile Ford Thunderbird. Pour des informations générales sur la Thunderbird, consultez Ford Thunderbird.
 (mai 2022).

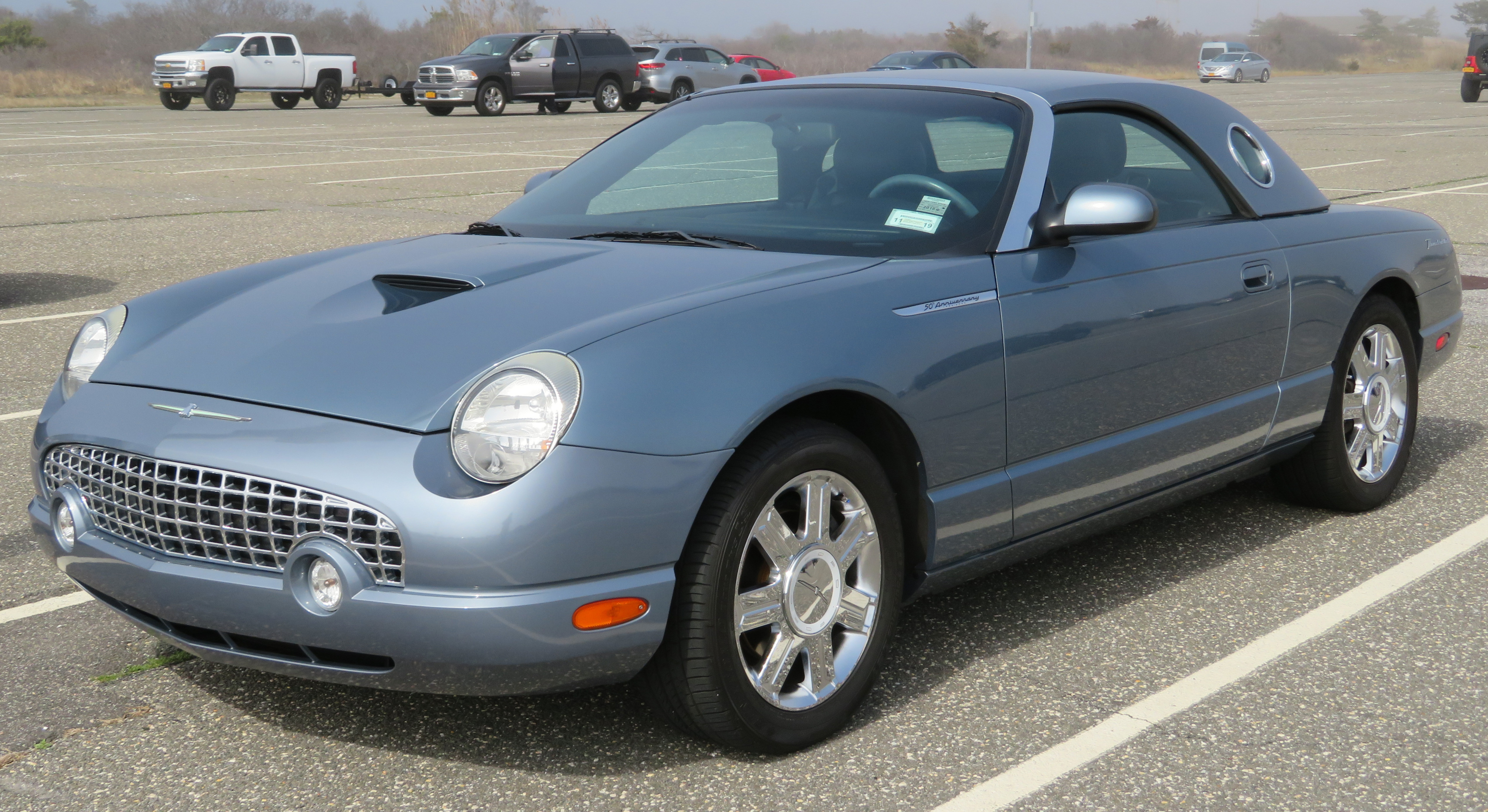
Ford Thunderbird de 2005.

La onzième génération de la Ford Thunderbird est un cabriolet grand tourisme deux places fabriqué et commercialisé par Ford entre 2001 et 2005 pour les années modèles 2002 à 2005. Elle a été conçue pour évoquer la Thunderbird de première génération qui avait été fabriquée de 1955 à 1957, avec un toit rigide amovible avec un vitrage circulaire proéminent, un toit rabattable à commande électrique et un couvre-tonneau en vinyle. Empruntant mécaniquement beaucoup de la Lincoln LS, elle était construite sur la plate-forme DEW de Ford avec un moteur à l'avant et roues arrière motrices, et était propulsée par un moteur V8 de 3,9 litres (240 pouces cubes) avec une transmission automatique à cinq vitesses.
Faisant partie d'un boom du style rétro à la fin des années 1990 / début des années 2000 qui a également produit la Chrysler PT Cruiser, le concept de la Thunderbird de onzième génération a été introduit par Ford en 1999 pour remplacer la Thunderbird de dixième génération qui avait été abandonnée en 1997. Elle a fait ses débuts deux ans plus tard et a été acclamé par la critique, remportant le trophée de la Voiture de l'Année Motor Trend pour 2002. Malgré cette introduction de bon augure, elle a connu des difficultés dans les ventes après sa première année et Ford a arrêté la production en 2005 après avoir introduit plusieurs concept cars pour l'améliorer, y compris la Lincoln MK9.
Aucune génération ultérieure de Thunderbird n'a été produite et Ford n'a annoncé aucun projet de production. Néanmoins, les critiques rétrospectives de la Thunderbird de onzième génération ont tendance à être mélangées au positif et elle est considérée comme un objet de collection, conservant très bien sa valeur pour une voiture de son âge. Le style a été loué pour son élégance et sa beauté, tandis que son moteur et son groupe motopropulseur ont été considérés comme médiocres et décevants.

## Contexte
La Ford Thunderbird a été introduite en 1954 pour l'année modèle 1955 en tant que roadster deux places. Conçu à l'origine pour concurrencer les voitures de sport européennes et la Chevrolet Corvette, c'était la première fois que la marque Ford vendait deux voitures en même temps. La Thunderbird de 1955 avait une technologie de pointe pour son époque, y compris des fonctionnalités telles que des sièges électriques et un tableau de bord rembourré. La Thunderbird a été produite en dix générations distinctes jusqu'à ce qu'elle soit arrêtée en 1997.
L'introduction en 1997 de la Volkswagen New Beetle a déclenché une renaissance du style rétro chez les constructeurs automobiles américains. Ford a présenté un concept car de la Thunderbird de onzième génération au Salon international de l'auto de l'Amérique du Nord de 1999 le 3 janvier 1999, 45 ans après le lancement de l'original. Les modèles de production sont arrivés à la mi-2001 pour l'année modèle 2002, plus de deux ans après le concept.

## Concept et production
Ford a présenté le concept Ford Thunderbird SuperCharged au Salon de l'auto de Los Angeles 2003 dans le cadre d'un effort conjoint entre le studio de design Ford Living Legends et le groupe Ford Performance, avec un V8 Supercharged de Jaguar modifié pour une puissance de 390 ch (291 kW). Le concept comprenait les intégrations suivantes : un tuyau d'admission à haut débit; couvercles d’arbre à cames Gloss Red avec couvercle de bobine en fibre de carbone; inscription «Thunderbird» sur le couvercle d’arbre à cames; couvercle de radiateur en fibre de carbone et filtres à air de suralimentation intégrés; capot moteur de style dôme assurant un refroidissement fonctionnel du moteur; surfaces garnies de chrome sur les deux extracteurs d'air du capot; calandre chromée révisée; plus grandes prises d'aile avant chromées; rétroviseurs révisés de couleur assortie; pare-chocs avant et arrière révisés; suspension abaissée (1"); pneus de 18 pouces sur roues en aluminium à 16 branches personnalisées; couvre-tonneau rigide verrouillable en deux parties; capote noire; deux orifices d'échappement arrière; feux de recul arrière insérés dans le boîtier de la plaque d'immatriculation; peinture extérieure argentée et intérieur en chamois. Ford a vendu la voiture à un collectionneur privé en 2010 et elle a été mise aux enchères en 2014,.
La production de la Thunderbird de 2002 a débuté le 5 juin 2001, avec des ventes annuelles prévues à 25 000 unités. Au départ, les concessionnaires pouvaient facturer bien au-dessus du prix de base et en ont vendu 31 368 la première année. Les ventes ont par la suite diminué chaque année jusqu'à son annulation. 11 998 unités ont été vendues en 2004. Ford a annoncé en mars 2005 que la Thunderbird serait abandonnée en juillet de la même année, avec 9 548 unités vendues pour 2005. La dernière Ford Thunderbird est sortie de la chaîne de montage le 1er juillet 2005.

## Groupe motopropulseur
Le seul moteur de la Thunderbird était un V8 AJ-30 DOHC de 3,9 L conçu par Jaguar, une variante à course courte (85 mm) du V8 AJ-26 de 4,0 L de Jaguar, développant 252 ch (188 kW) et 362 N⋅m de couple - en combinaison avec la transmission automatique 5R55N à 5 vitesses de Ford.
Le V8 AJ-30 a été remplacé par l'AJ-35 dans les Thunderbird de 2003 et après, apportant avec lui le calage variable des soupapes (CVS) et le contrôle électronique de l'accélérateur (CEA) ainsi que 280 ch (209 kW) et 388 N⋅m de couple.

## Extérieur

### Conception
Selon Jack Telnack, vice-président du design de Ford (1980-1997), la gestation du design de la Thunderbird a été la plus longue de sa carrière et a été en grande partie finalisée avant qu'il ne prenne sa retraite de Ford en 1997. Son successeur, J Mays, a résolu "les détails, les finitions, le tissu, le design intérieur et les couleurs" et a présenté le modèle de production de 2002 en 1999.
Pour la conception, Telnack a fait appel à des studios concurrents en Italie, en Angleterre, en Allemagne, en Californie et à Dearborn, apportant une Thunderbird de 1955 et de 1957 au studio de Dearborn. À Dearborn, il a demandé à chaque designer de littéralement laver les deux voitures, avant de mettre le crayon sur papier. Il a dit, «Je leur ai dit, je veux que vous vous frottiez les mains sur les surfaces, que vous compreniez les formes, les formes qui construisent les lignes de caractères, que vous vous y mettiez vraiment». «On en apprend plus en lavant une voiture qu'en restant là, en la regardant».
La proposition du studio de Dearborn l'emporta, avec un modèle de production inspiré de la Thunderbird de 1955. «Si vous regardez celle de 55 en position latérale, vous remarquerez que la voiture est haute à l'avant, atteignant le point culminant au-dessus de la roue avant, puis se rebaisse vers l'arrière.»
D'autres détails rappelant l'original incluent la calandre de style caisse à œufs, le contour de pare-brise chromé fortement incliné, l'écope de capot tombé et les feux arrière ronds. J Mays décrira plus tard le design final comme minimaliste, américain, audacieux et confiant.
Avant que la conception n'ait été approuvée pour la production, la société a présenté un prototype de Thunderbird noir en fibre de verre, avec un intérieur entièrement rouge (y compris tout son tableau de bord) au salon de l'auto de Detroit de 1999, au Concours de Pebble Beach et au Salon de l'automobile de Francfort. La conception, partagée avec la Lincoln LS et la Jaguar S-Type, partage finalement la disposition de base du tableau de bord et de la console centrale avec la LS.
En 2013, Valmet Automotive a présenté un concept de toit rigide rétractable pour la 11e génération de Thunderbird au salon de Genève, avec un toit rétractable entièrement automatique avec deux panneaux de verre, partageant la capacité de chargement et le couvercle du coffre du modèle de série.

### Couleur et finition
Le style est resté inchangé au cours de sa période de production, les couleurs extérieures et intérieures changeant chaque année. Pour 2002, la voiture était disponible en rouge (Torch Red), jaune (Inspiration Yellow) et turquoise (Thunderbird Blue), tous rappellent les couleurs des années 50. Les intérieurs bicolores (noir et couleur assortie à l'extérieur) étaient associés à ces couleurs extérieures.
Des extérieurs blancs et noirs étaient également disponibles en 2002, avec des intérieurs de couleur unie assortis ou les intérieurs bicolores n'étaient plus disponibles, à l'exception d'un rouge et blanc limité - en faveur d'intérieurs entièrement noirs (ou d'une autre couleur). Les extérieurs jaunes et turquoise n'étaient plus disponibles, remplacés par le gris, le bleu ciel et le corail. Les couleurs extérieures et intérieures ajoutées pour les années modèles 2004 et 2005 sont restées sobres et le blanc a été remplacé par de l'argent.
La Ford Thunderbird de onzième génération était disponible en versions Deluxe et Premium. L'équipement standard comprenait des sièges garnis de cuir de luxe perforé (qui était offert dans des combinaisons de couleurs rétro pour correspondre à la couleur extérieure de la voiture); vitres, serrures de porte et sièges électriques; entrée sans clé; système de sécurité; stéréo radio AM / FM avec lecteur CD six disques intégré au tableau de bord et système audio Audiophile haut de gamme; toit ouvrant en tissu; phares et antibrouillards automatiques; un moteur V8 DOHC de 3,9 L avec transmission automatique à cinq vitesses; jantes en alliage d'aluminium et un système de climatisation automatique à deux zones. La finition Premium comprenait des sièges chauffants et des jantes en alliage d'aluminium chromées. Un toit rigide de couleur assortie était une option sur les deux niveaux de finition.

## Éditions spéciales

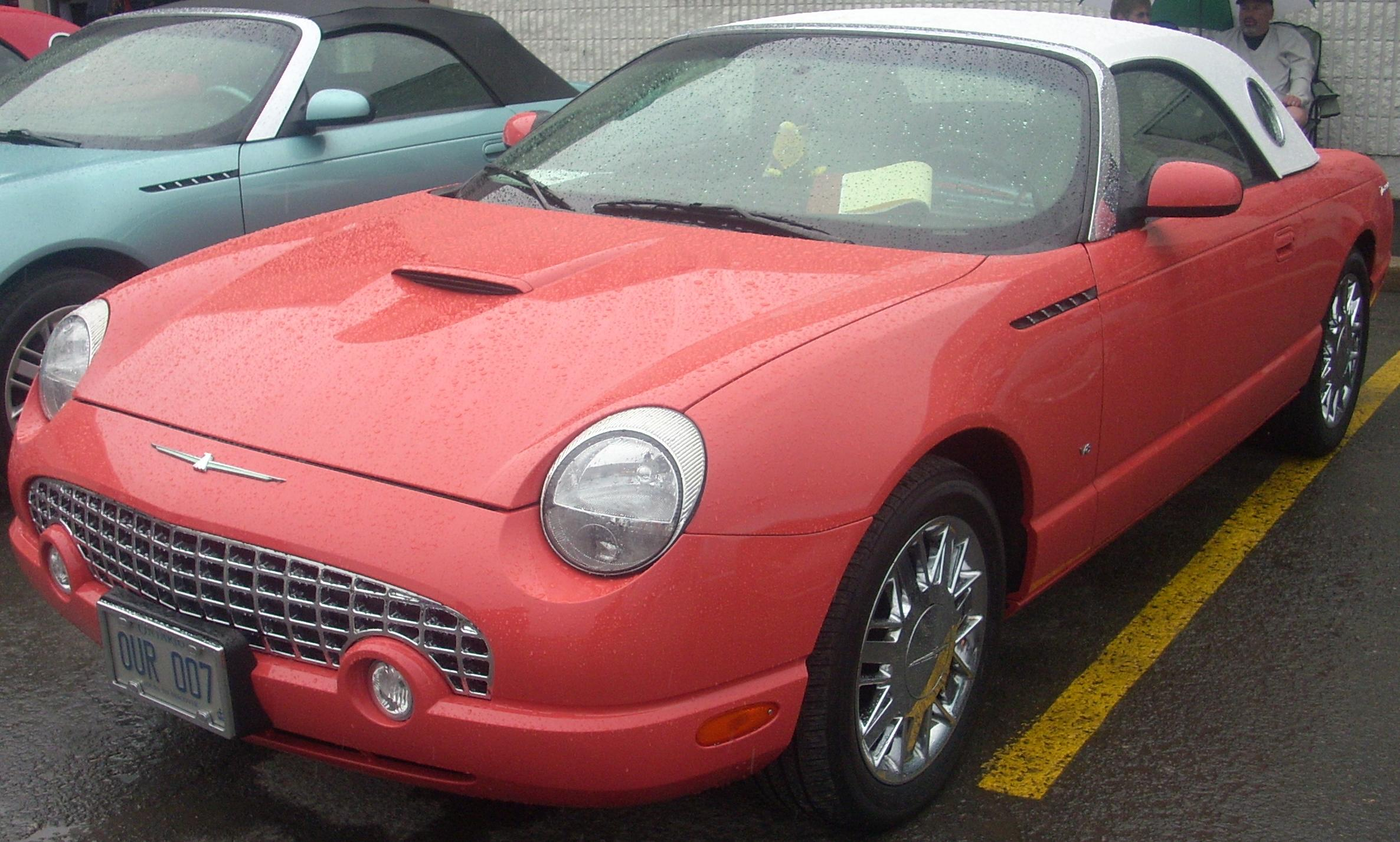
Thunderbird James Bond 007 Edition

- Neiman Marcus Edition de 2002 : En 2000, Ford a introduit la Neiman Marcus Edition dans le catalogue de Noël de l'entreprise. Avec une production de 200 unités et un prix de base de 41,99 $ US supplémentaire, l'édition présentait une couleur de peinture extérieure bicolore noire avec toit rigide argenté; logo gravé dans le vitrage circulaire du toit rigide; capot échancré; jantes en alliage d'aluminium chromé à vingt et un rayons; volant et levier sélecteur de vitesse de transmission aux accents argentés; inserts de tableau de bord en aluminium; intérieur garni de cuir noir perforé avec inserts de siège brodés en argent; tapis de sol avec broderie 'Neiman Marcus' et un modèle moulé sous pression à l'échelle 1/18 disponible[11].
- James Bond 007 Edition de 2003 : Ford a présenté la James Bond Edition en tant que promotion de co-marquage pour le film de James Bond, Meurs un autre jour. Avec une production de 700 unités, l'édition comportait une peinture corail avec un toit rigide blanc; jantes en alliage d'aluminium chromé à vingt et un rayons, intérieur garni de cuir blanc perforé, panneaux de garniture intérieurs tournés par moteur avec emblème «007», puissance du moteur augmentée de 250 à 280 chevaux, transmission automatique à cinq vitesses avec sélection manuelle des vitesses; prix de base de 43 995 $ US et un modèle à l'échelle moulé sous pression disponible[12]. En commençant par Goldfinger en 1964 jusqu'à Les diamants sont éternels, Ford a conclu un accord de placement de produit avec le producteur du film pour utiliser exclusivement des produits Ford dans les films, une tradition qui a été restaurée avec ce film.
- Pacific Coast Roadster Edition Edition de 2004 : La Pacific Coast Roadster Edition, avec 1 000 exemplaires produits, comportait une peinture Monterey Mist Green avec un toit rigide métallique en frêne ou un toit souple en frêne clair, associé à un intérieur en frêne clair et en frêne foncé et des sièges garnis de daim, jantes en alliage d'aluminium, accents intérieurs de couleur assortie, garniture de tableau de bord à motifs et une plaque de tableau de bord numérotée[13].
- 50th Anniversary Cashmere Special Edition de 2005 : En 2005, Ford a célébré le 50e anniversaire de la Ford Thunderbird. Toutes les Thunderbird de 2005 ont reçu un badge "50th Anniversary". La Cashmere Edition, avec une production de 1 500 exemplaires, comportait une plaque commémorative sur le tableau de bord, peinture extérieure cachemire et toit décapotable gris moyen; toit rigide; emblèmes de garde-boue avant 50th Anniversary; troisième feu stop arrière aux accents sarcelle avec inscription «Thunderbird» éclairée; intérieur bicolore gris et gris foncé avec sièges garnis de cuir Cashmere perforé; tableau de bord de couleur assortie avec aiguilles de jauge turquoise et plaques de seuil de porte "Ford Thunderbird" rondes[14].

## Réception et héritage
L'écrivain du magazine Forbes, Jerry Flint, a attribué la disparition de la Thunderbird à un manque de ventes et de marketing appropriés, en écrivant: «Les concessionnaires Ford ont réussi à vendre des pick-ups de 35 000 à 45 000 $, mais ont peu d'expérience dans la vente d'automobiles dans une fourchette de prix proche du luxe. S'il y avait un effort marketing de la part de Ford Motor, je n'en étais pas conscient. Naturellement, les ventes n'ont pas répondu aux attentes.»
| Année | Production |
| ----- | ---------- |
| 2002  | 31,368     |
| 2003  | 14,678     |
| 2004  | 12,757     |
| 2005  | 9,295      |
| Total | 68,098     |

## Cinéma et télévision

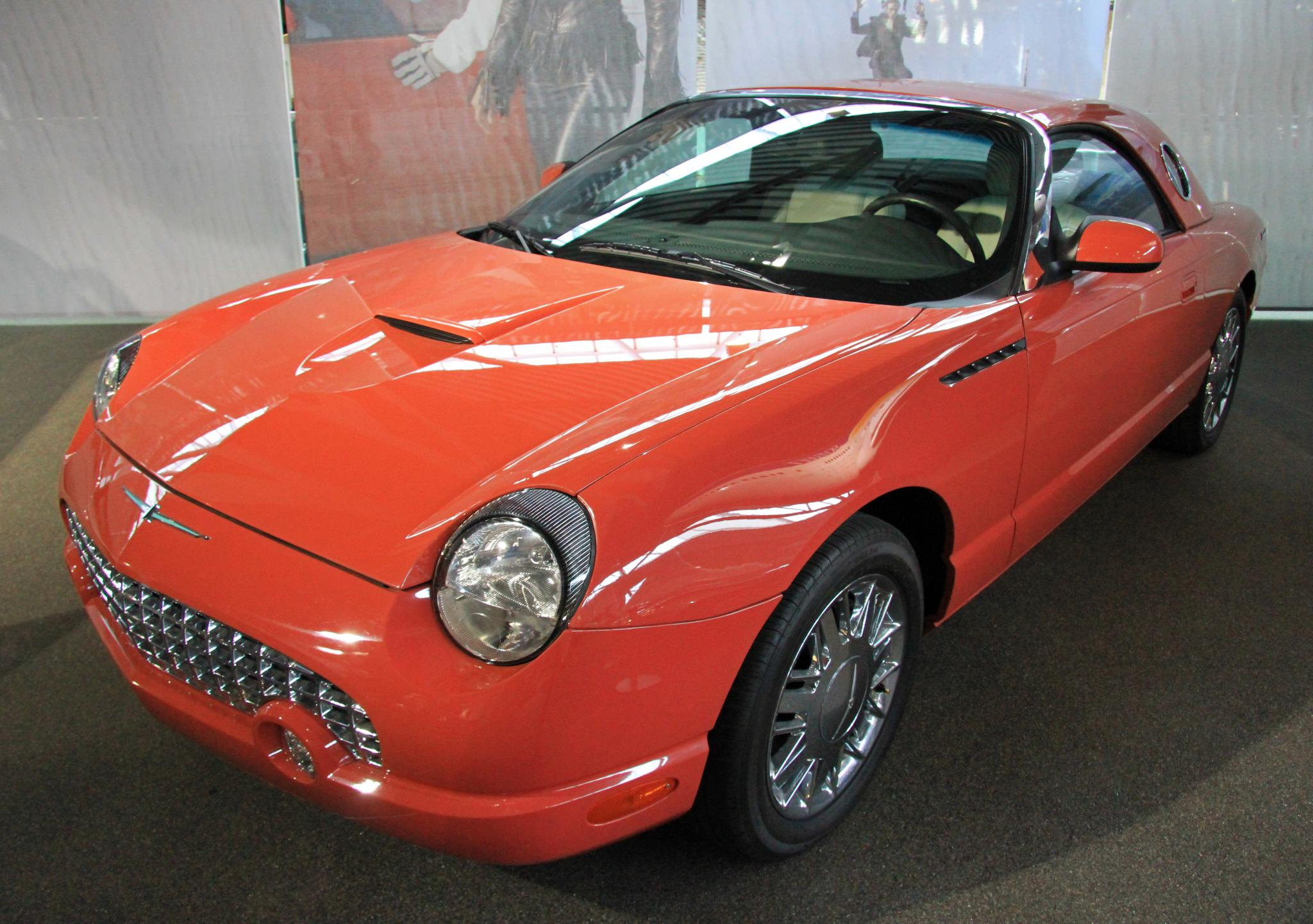
Ford Thunderbird featured in Die Another Day

La Thunderbird de 2003 a été présentée dans le film de James Bond, Meurs un autre jour, conduite par le personnage de Halle Berry.
Le film d'action Thunderbirds de 2004 présentait une Ford Thunderbird de 11e génération fortement modifiée, un prototype full-size à six roues entièrement fonctionnel appelé FAB 1.